# Sophie Swaertvaeger
Sophie Swaertvaeger née le 14 octobre 1975, est une coureuse cycliste française.

## Palmarès
- 1991
  - 3e du championnat de France sur route juniors
- 1993
  -  Championne de France sur route juniors
- 1994
  - 2e du GP Japan
  - 2e de International Cycle Road Race
  - 3e du Tour du Canton
- 1995
  - Tour d`Aquitaine
  - 2e étapes du Tour de la Drôme
  - 3e du Chrono champenois
- 1996
  - 2e de GP de la Mutualite de la Haute-Garonne
  - 3e du Tour féminin en Limousin

### Grands tours

#### Tour d'Italie
- Tour d'Italie féminin 1996 : 31e

#### Tour cycliste féminin
2 participations
- Tour cycliste féminin 1995 : 51e
- Tour cycliste féminin 1996 : 26e